# 仁川佳佐站
仁川佳佐站（：／ Incheon Gajwa yeok */?）是仁川地鐵2號線沿線的一座地下車站，位於韓國仁川廣域市西區佳佐洞。為了避免與首都圈電鐵京義·中央線的加佐站（가좌역）混淆，因而於站名前加入「仁川」二字以作區別。

## 車站結構
站體為2面2線側式月台的地下車站，候車月台設有月台幕門，並有2處出口。

### 月台配置
| 西部女性會館 ↑ |
| \| 上          |
| ↓ 蝲蛄溪       |

| 月台 | 路線               | 目的地                                       |
| ---- | ------------------ | -------------------------------------------- |
| 上行 | ●仁川都市铁道2号线 | 石南、西區廳、亞運會賽場、黔岩、黔丹梧柳方向 |
| 下行 | ●仁川都市铁道2号线 | 朱安、南洞區廳、仁川大公園、雲宴方向         |

## 歷史
- 2016年7月30日：落成啟用[1]。

## 車站周邊
- 娜恩醫院
- 晉州體育公園
- 仁川市西區圖書館
- 佳佐2洞郵局
- 佳佐高校
- 佳佐中學
- 佳佐初等學校

## 圖片

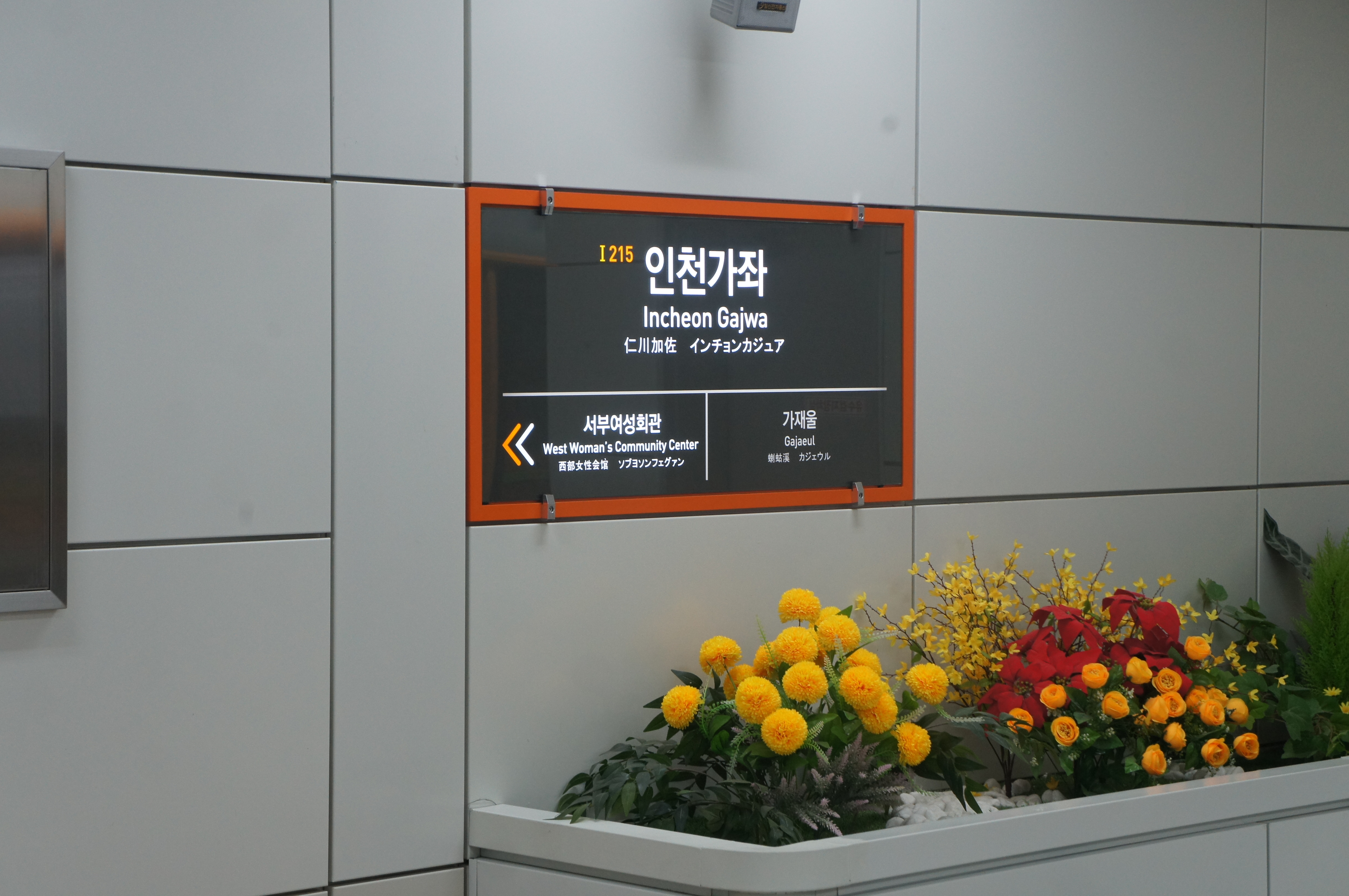
站名牌（漢字標記有誤）
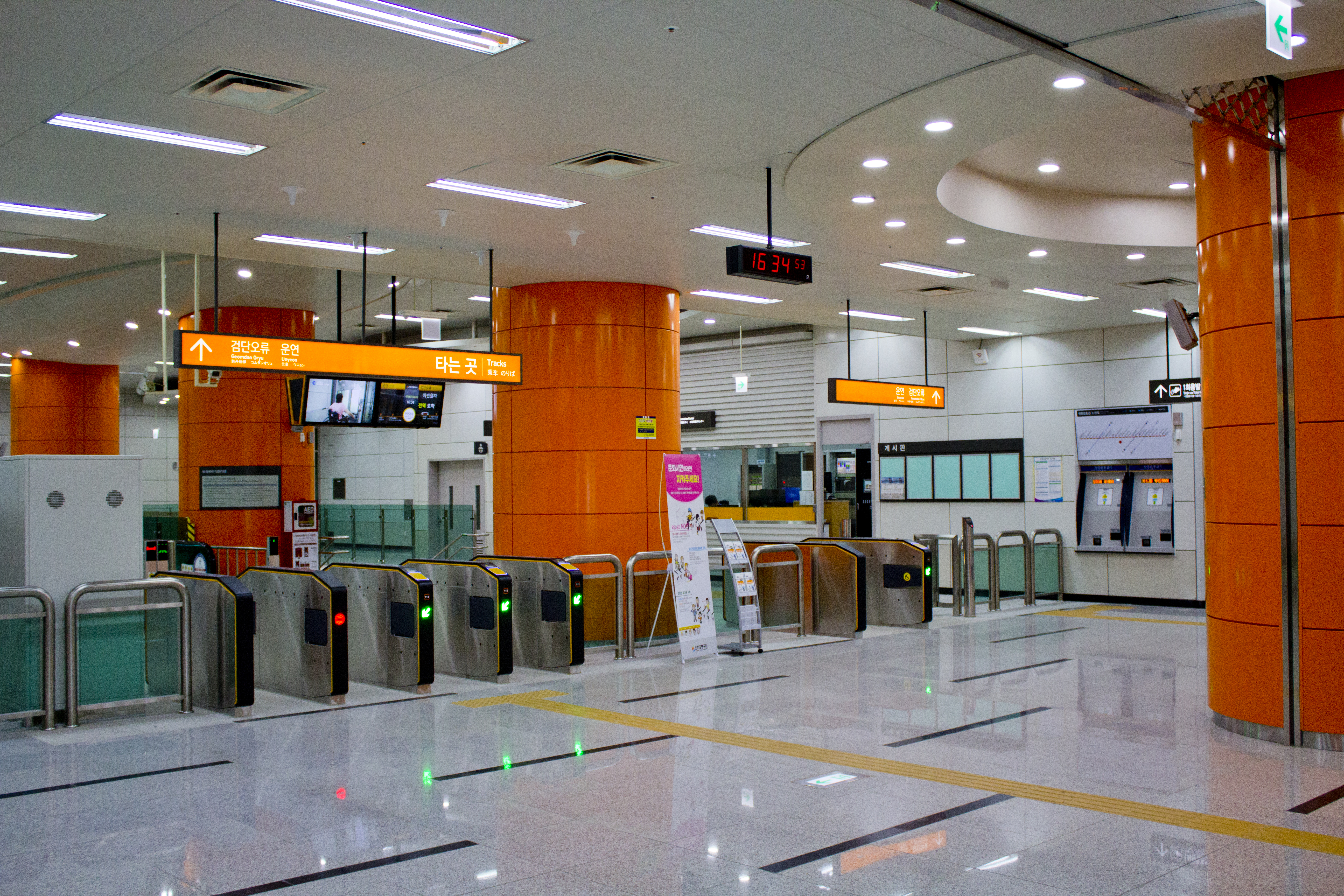
剪票閘口
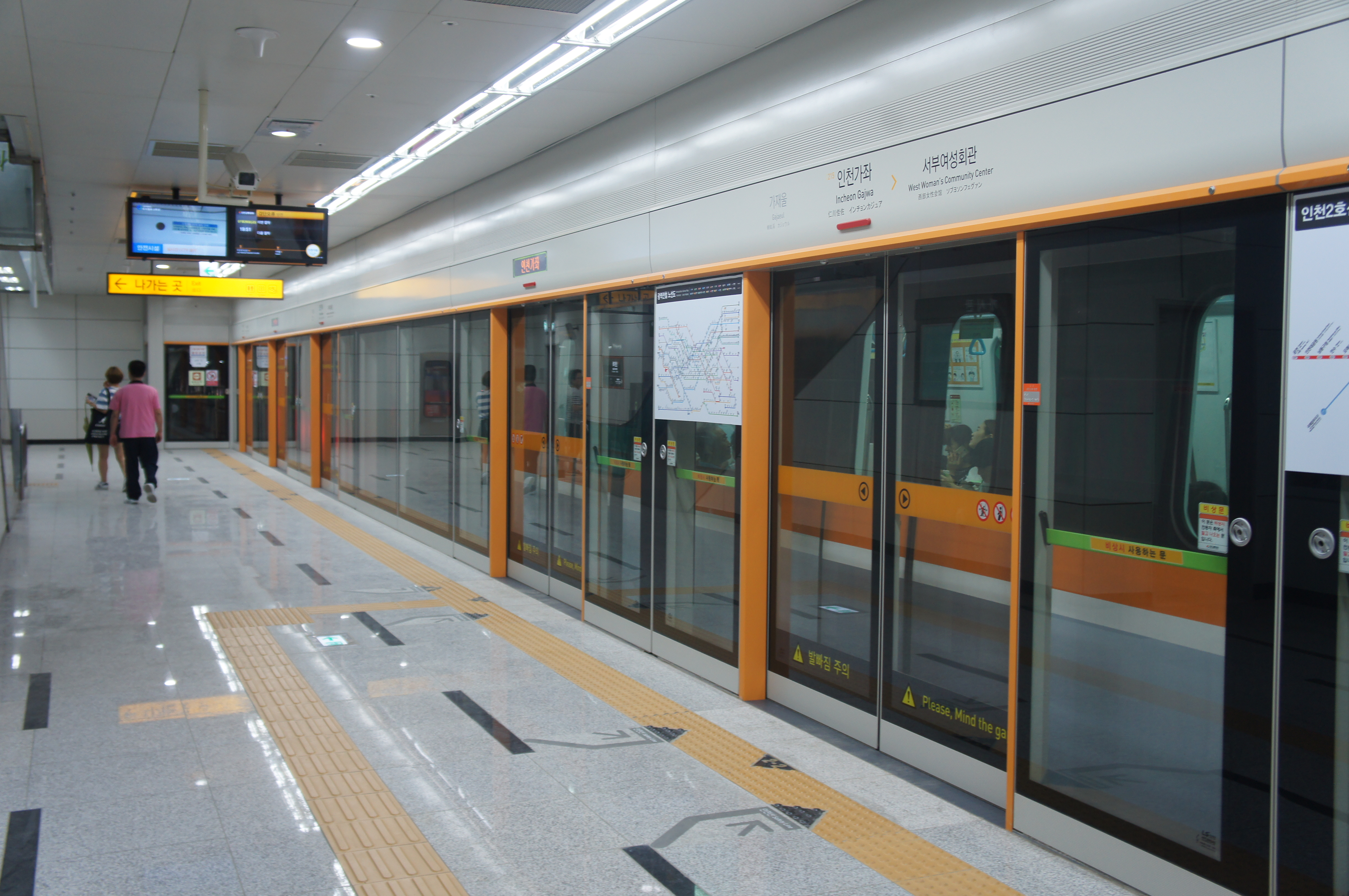
候車月台
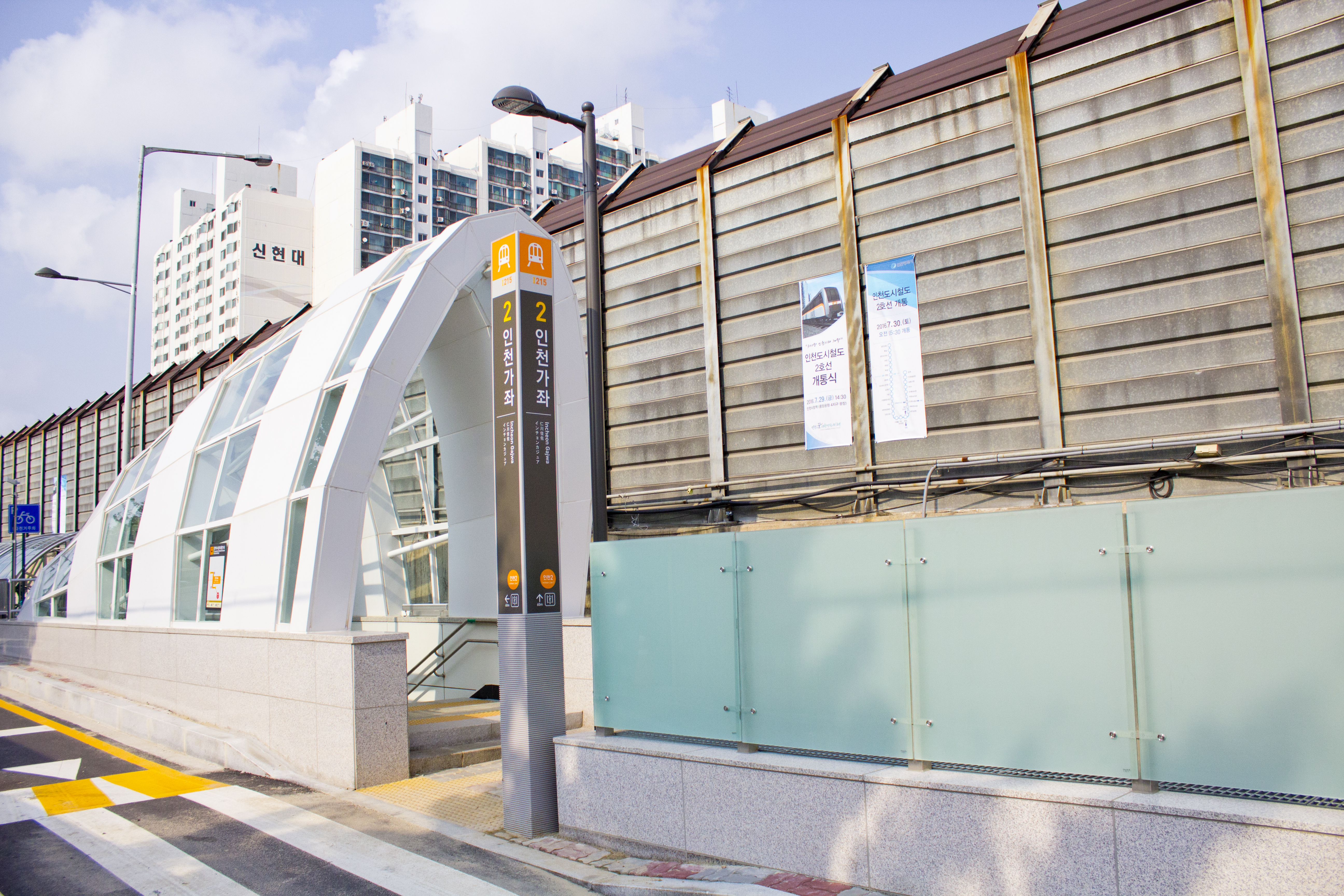
2號出口
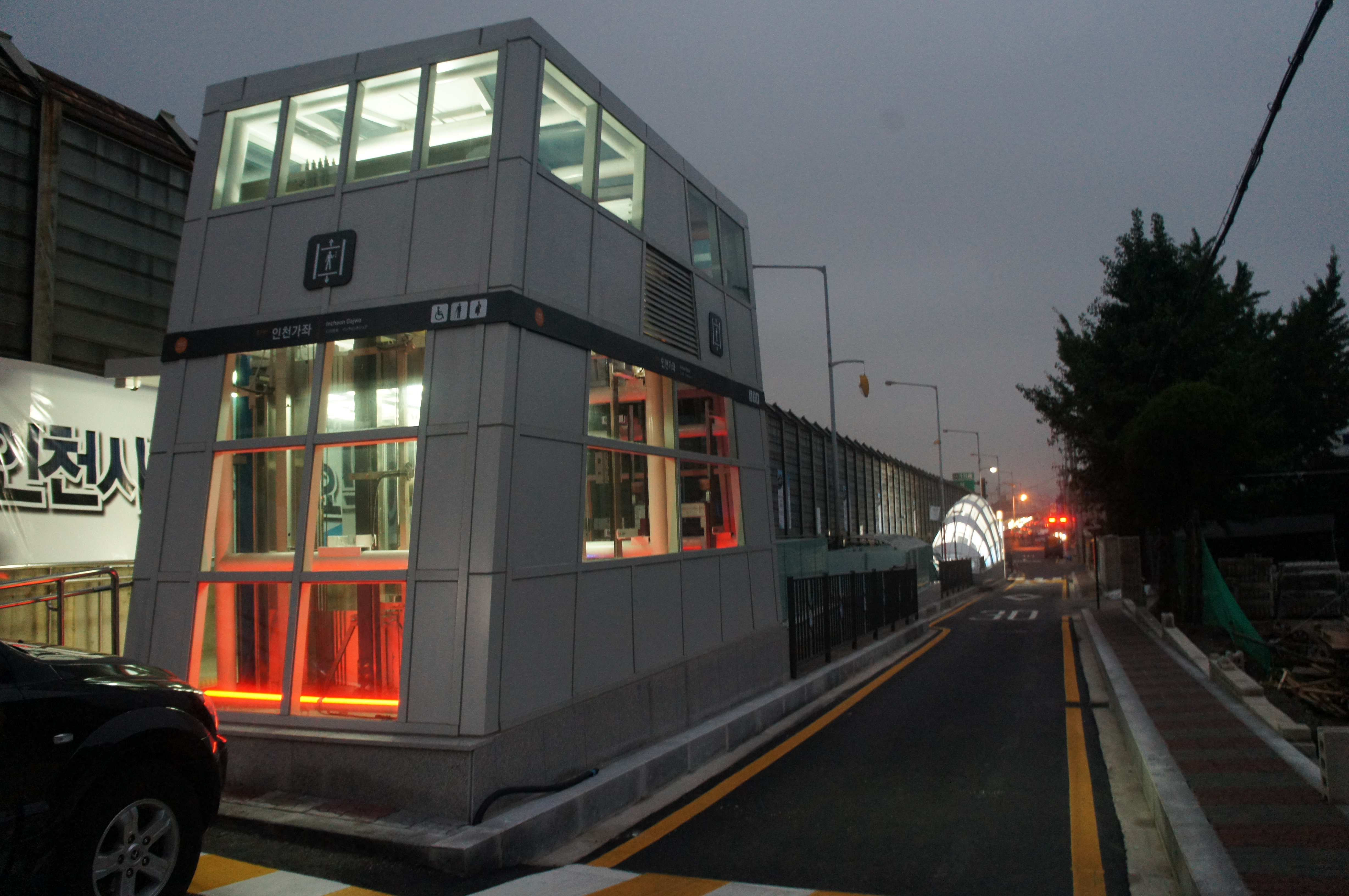
2號出口電梯（夜間）
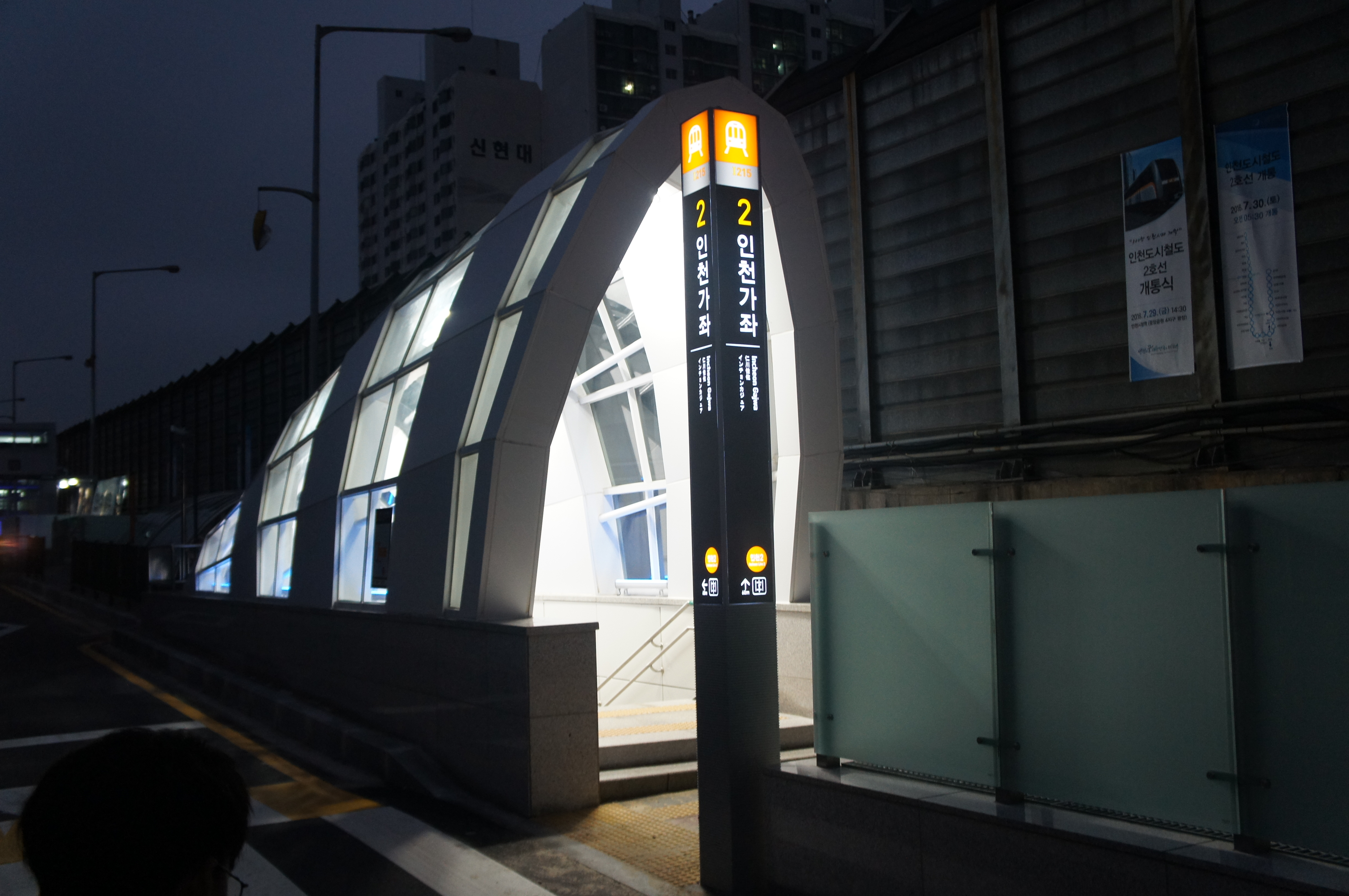
2號出口（夜間）

## 相鄰車站
仁川交通公社
●仁川都市铁道2号线
西部女性會館（I214）－仁川佳佐（I215）－蝲蛄溪（I216）